# Союз TMA-12M
Союз ТМА-12М — російський пілотований космічний корабель, на якому здійснено пілотований політ у березні 2014 році до МКС. Мета місії — доставити членів екіпажу МКС-39 до Міжнародної космічної станції. TMA-12M був 121-м стартом «Союза», перший політ якого відбувся 1967 року. Корабель залишався біля МКС як запасний космічний корабель для Експедиції 40.

## Підготовка до польоту
2 жовтня 2013 року ракета-носій Союз-ФГ була доставлена на космодром Байконур.
13 грудня 2013 на Байконур доставлений пілотований космічний корабель «Союз ТМА-12М».
13 січня 2014 розрахунки РКК «Енергія» імені С. П. Корольова та філії ФГУП ЦЕНКІ — Космічного центру «Південний» приступили до розконсервації транспортного пілотованого корабля «Союз ТМА-12М».
5 березня 2014 в Центрі підготовки космонавтів ім. Ю. А. Гагаріна завершилися Комплексні екзаменаційні тренування основного і дублюючого екіпажів МКС-39/40.
13 березня 2014 основний і дублюючий екіпажі космічного корабля «Союз ТМА-12М» прибули на космодром «Байконур».
23 березня 2014 ракета-носій «Союз-ФГ» з пілотованим космічним кораблем «Союз ТМА-12М» була вивезена на стартовий майданчик космодрому Байконур.

## Політ
25 березня 2014 ракета-носій «Союз-ФГ» з пілотованим космічним кораблем «Союз ТМА-12М» стартувала з космодрому Байконур в 23:43 за Київським часом.Через збій в роботі системи зближення стиковка з Міжнародною космічною станцією відбулася через дві доби, 27 березня, а не через 6 годин, як це було заплановано. На програмі польоту цей «казус» ніяк не позначився..
28 березня о 3:00 53 хвилин 33 секунди за московським часом транспортний пілотований корабель «Союз ТМА-12М» штатно пристикувався до стикувального вузла малого дослідницького модуля «Пошук» російського сегмента Міжнародної космічної станції.
У ході польоту було проведено велику кількість технічних, технологічних, геофізичних, медичних та інших експериментів.
Космонавти прийняли і розвантажили вантажні кораблі «Сігнус Orb-2» (англ. Sygnus Orb-2), «Прогрес М-24М» і ATV-5 «Жорж Леметр» (фран. ATV-5 Georges Lemaître).
Російські космонавти здійснили два виходи у відкритий космос, а Свонсон один раз залишав борт станції.
11 вересня 2014 в 6:23 (MSK) корабель благополучно приземлився в казахському степу в 148 кілометрах на південний схід від казахського міста Жезказган.

## Екіпаж
- (ФКА) Олександр Скворцов (2-й космічний політ) — командир екіпажу;
- (ФКА) Олег Артемьєв (1) — бортінженер;
- (НАСА) Стівен Суонсон (3) — бортінженер.

## Дублери
- (ФКА) Александр Самокутяев (2-й космічний політ) — командир екіпажу;
- (ФКА) Олена Сєрова (1) — бортінженер;
- (НАСА) Баррі Вілмор (2) — бортінженер.

## Галерея

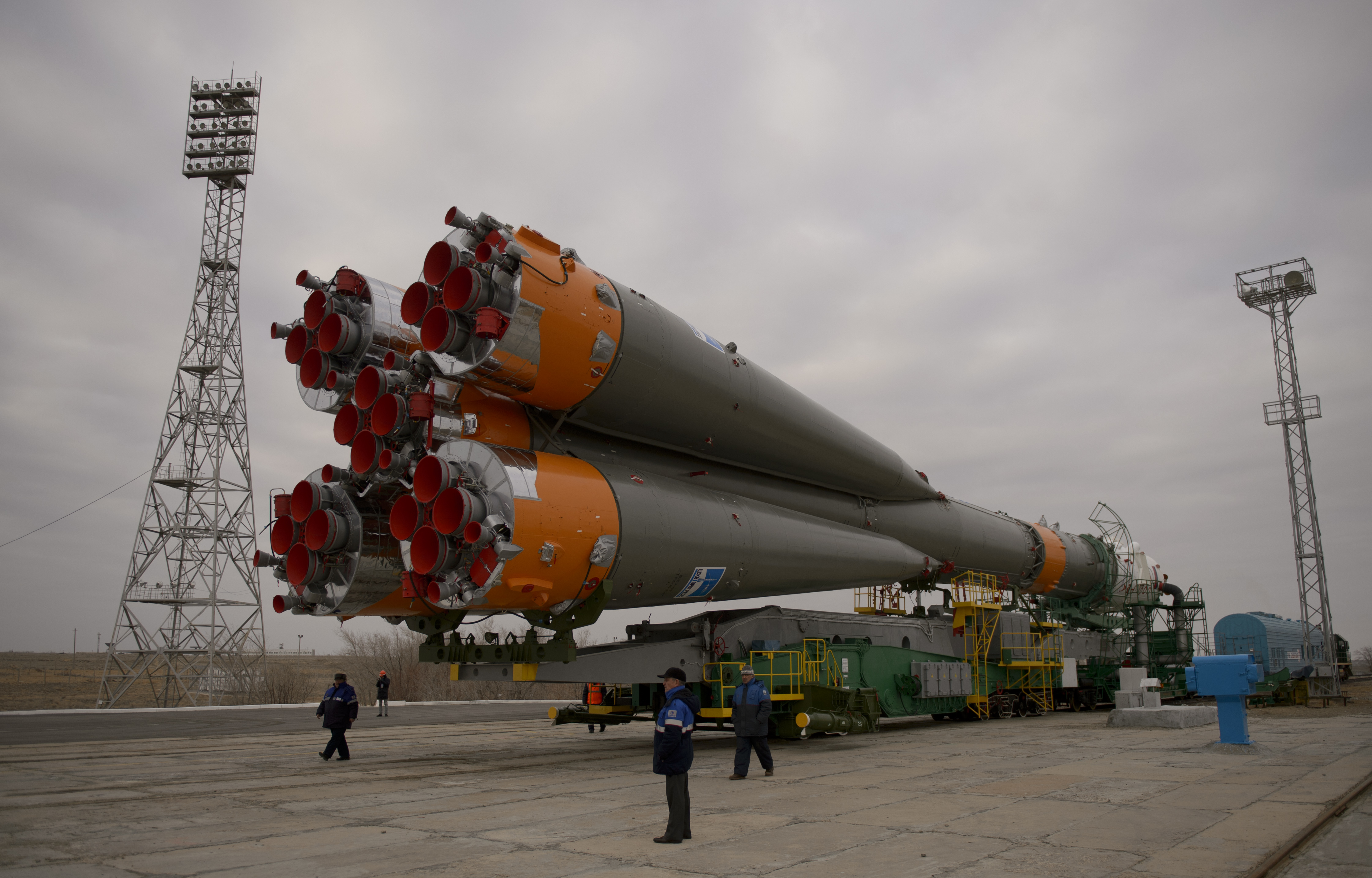
Союз 23 березня 2014 року
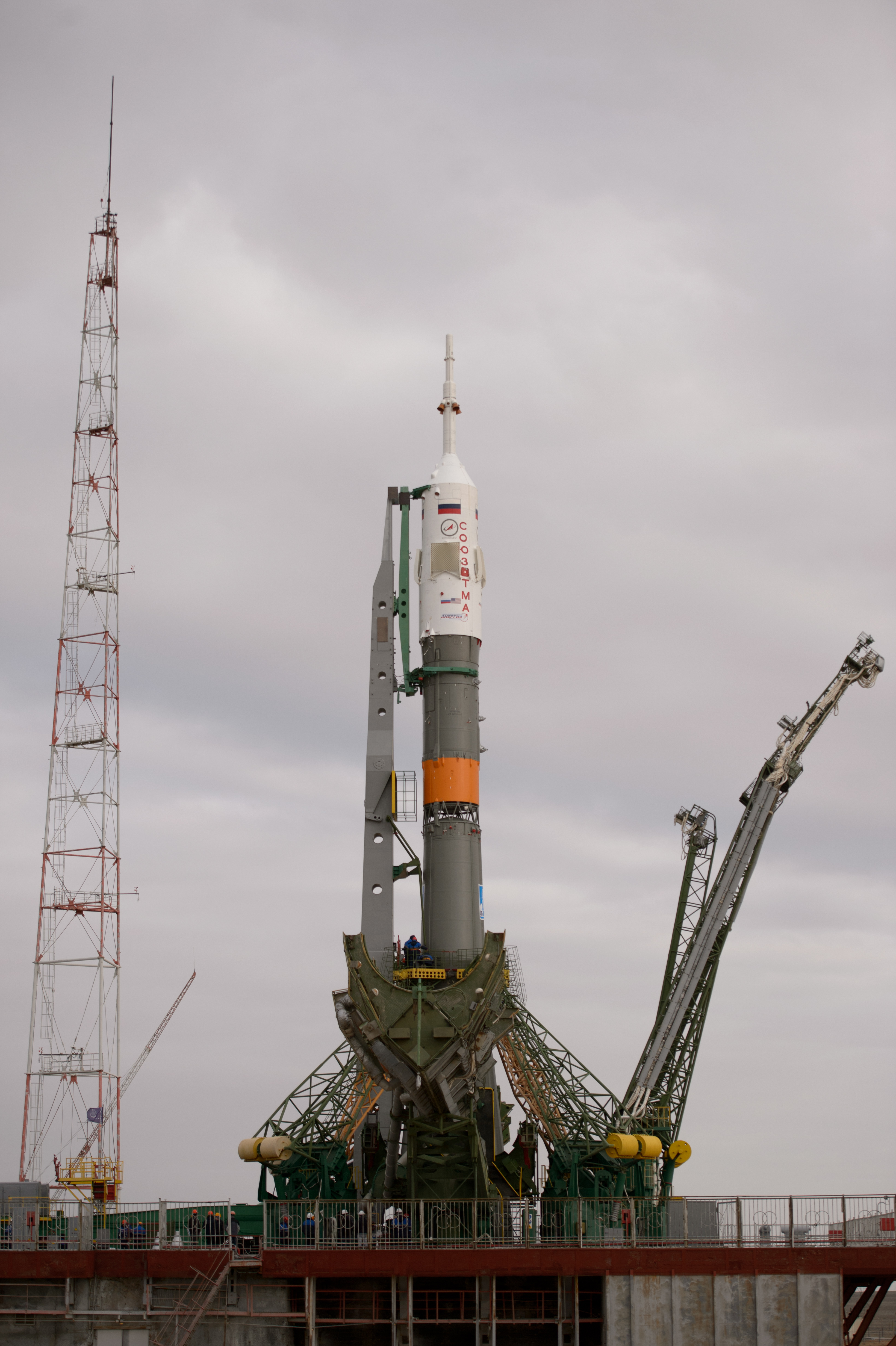
РН Союз на стартовому майданчику незабаром після розгортання.
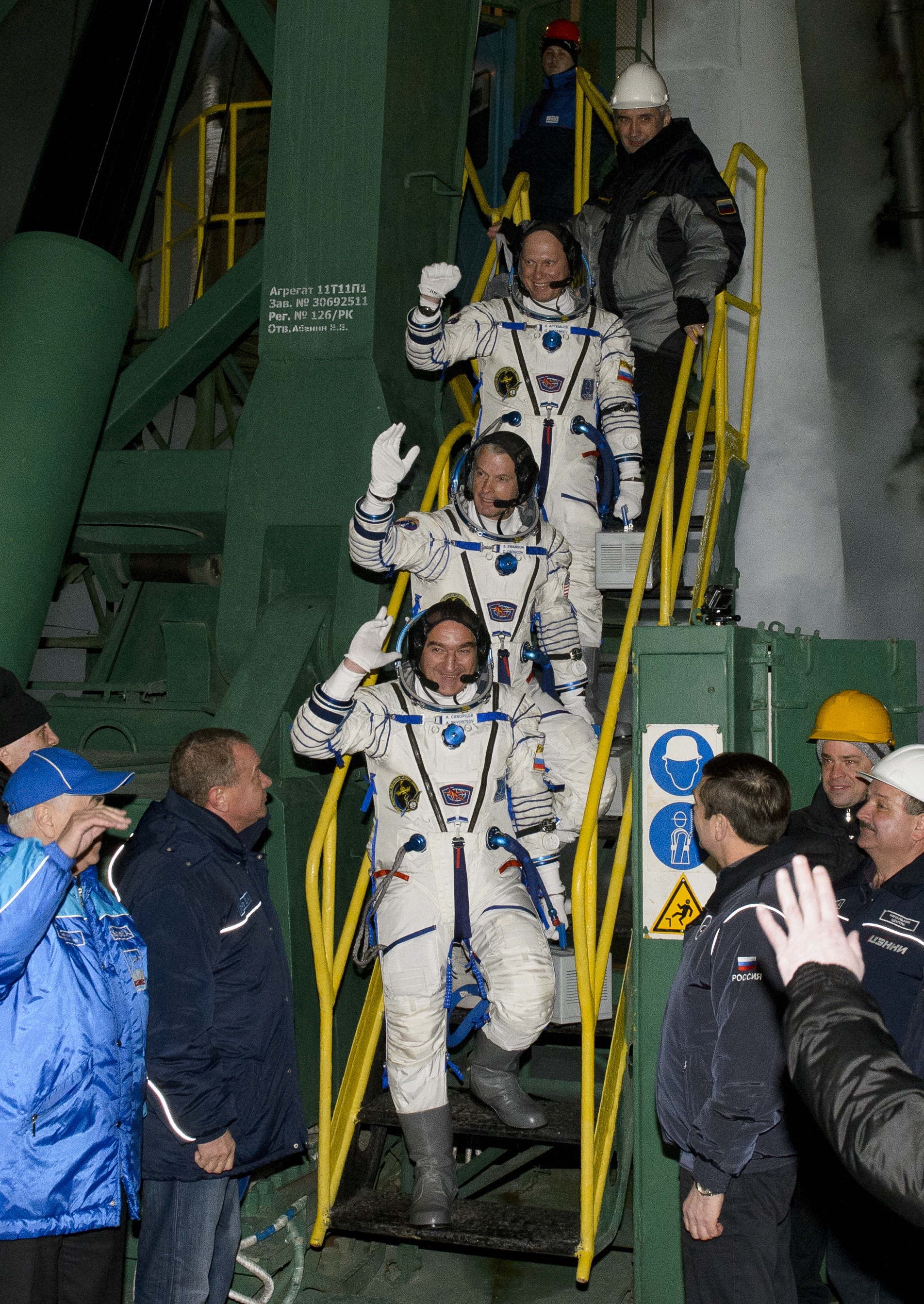
Члени ТМА-12М екіпажу помахали глядачам перед запуском.
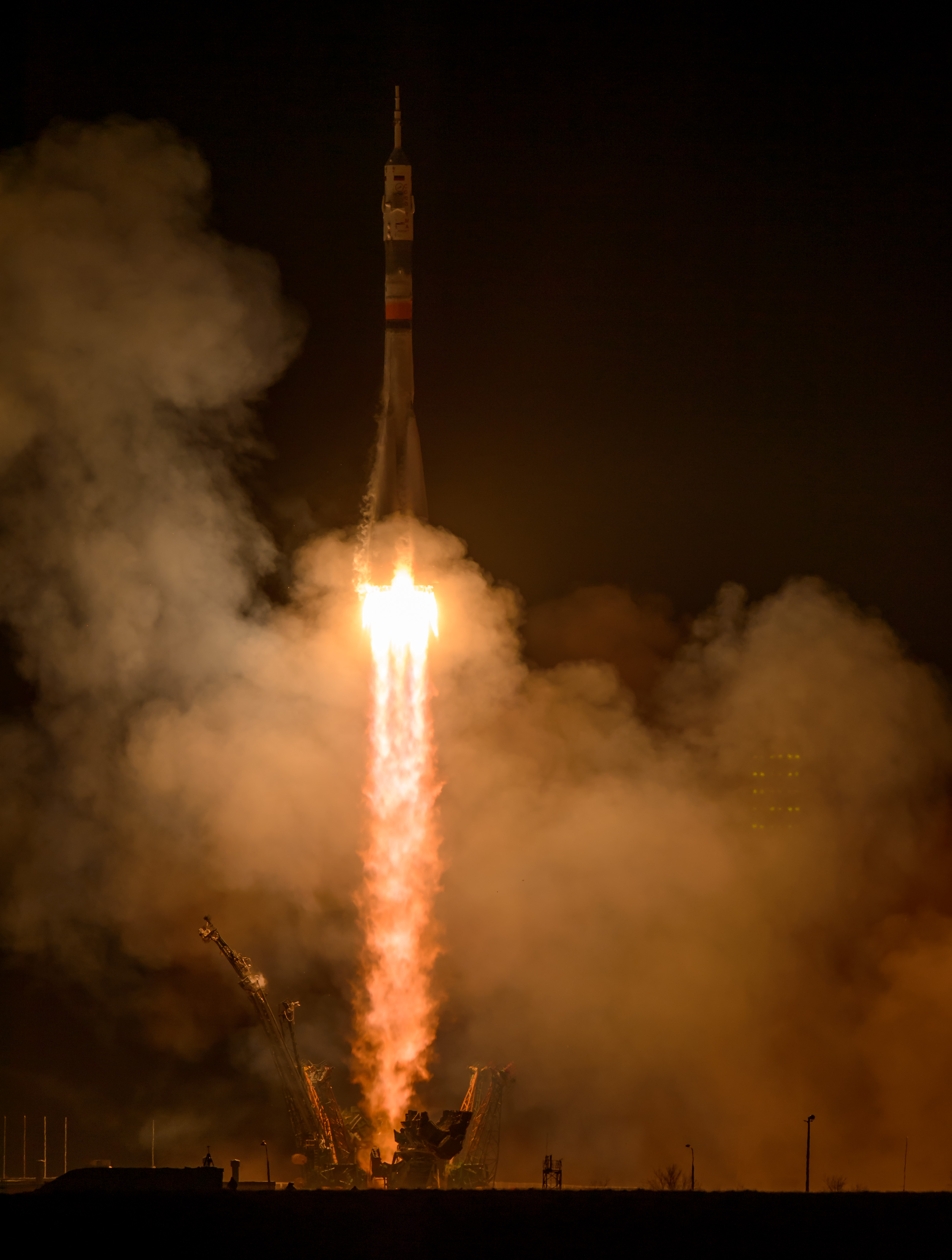
ТМА-12М стартує з космодрому Байконур.
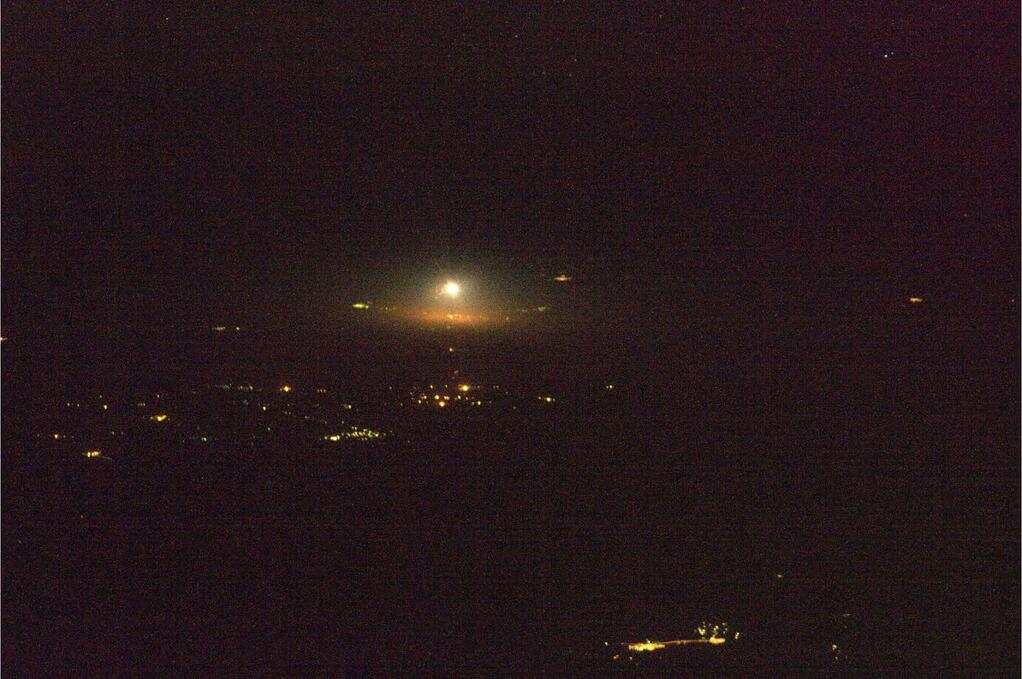
старт ТМА-12М, як його видно з МКС.
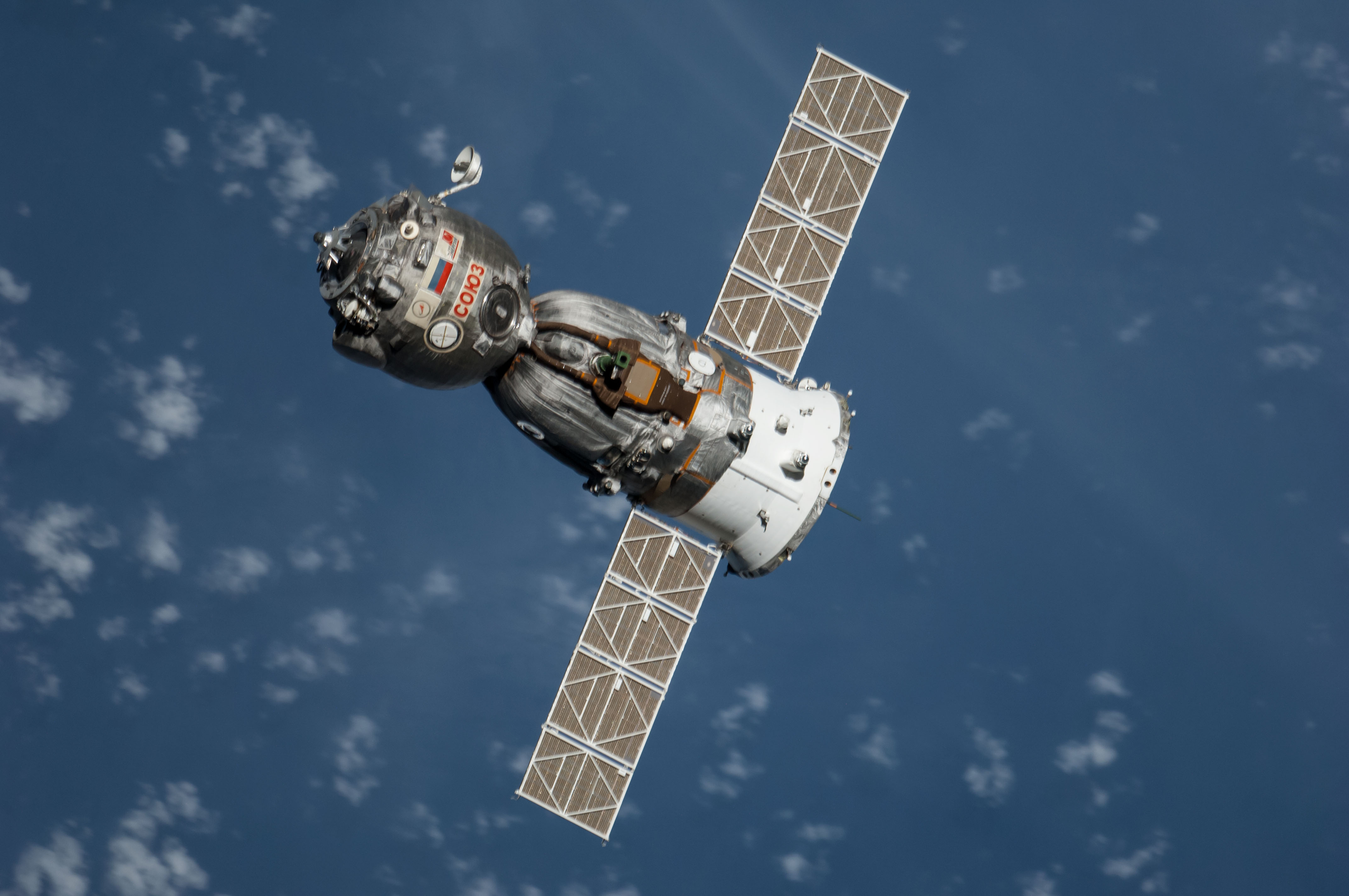
ТМА-12М віддаляється від МКС, щоб через кілька годин приземлитися